# Hadrocryptus toliensis
Hadrocryptus toliensis är en stekelart som beskrevs av Gupta 1983. Hadrocryptus toliensis ingår i släktet Hadrocryptus och familjen brokparasitsteklar. Inga underarter finns listade i Catalogue of Life.